# Giornale di fisica, chimica e storia naturale
Giornale di fisica, chimica e storia naturale (abreviado Giorn. Fis.) es una revista ilustrada con descripciones botánicas que fue editada en Italia. Se publicaron los Vols. 1-5, en los años 1808–1812, con el nombre de Giornale di fisica, chimica e storia naturale, ossia raccolta di memorie sulle scienze, arti e manifatture ad esse relative di L. Brugnatelli. Fue reemplazada por Giornale di fisica, chimica, storia naturale, medicina, ed arti.